# XII Brigada de Monte
La XII Brigada de Monte "Gral. Manuel Obligado" (Br Mte XII) es una gran unidad de combate del Ejército Argentino dependiente de la 1.ª División de Ejército "Tte. Gral. Juan Carlos Sánchez". Fue creada en 1979 como brigada de infantería. Se adapta a su actual especialidad de monte en 1986 con los primeros cursos de monte, conformando la unidad rectora de dicha especialidad. Su lema es "Pueden porque creen".

## Historia

### Creación y organización
El 26 de noviembre de 1979 se constituyó la Brigada de Infantería XII. La nueva unidad militar se asentó en la ciudad de Posadas, formada por:
- Regimiento de Infantería 18.
- Regimiento de Infantería 30.
- Grupo de Artillería 12.
- Escuadrón de Exploración de Caballería Blindado 12.
- Compañía de Ingenieros 12.
- Compañía de Ingenieros de Construcciones 12.
- Compañía de Comunicaciones 12.

En 1985 la VII Brigada de Infantería fue disuelta. Las unidades dependientes quedaron dentro de la Brigada de Infantería XII.
Su jurisdicción abarca las provincias de Chaco, Formosa, Misiones y el norte de Corrientes. En Misiones se encuentra la mayoría de sus unidades dependientes.
En 1986 se realizó el primer Curso de Cazadores de Monte. Luego se crearon los Cursos de Instructor y Subinstructor de Monte, el Curso de Adaptación al Monte, el Curso de Básico de Monte, el Curso de Aerocooperación en Ambiente Geográfico Selvático y el Curso de Orientación de la Conducción de las Operaciones en el Monte para Jefes.
En 1991 se creó la Aptitud Especial de Monte, siendo el Comando de Brigada la autoridad en los temas educativos vinculados con la adquisición, mantenimiento y perfeccionamiento de la especialidad. Un año después y por resolución del jefe del Estado Mayor General del Ejército Argentino (JEMGE), la XII Brigada de Infantería adoptó el nombre de «XII Brigada de Monte».
El 31 de diciembre de 2018 fue desactivada la Compañía de Cazadores de Monte 12 de Apóstoles. Por tanto, se trasladó el nombre histórico «Comandante Andrés Guaçurarí y Artigas» a la Escuela Militar de Monte.

### Actividades en guarnición y salidas
En el año 2019 la XII Brigada de Monte participó un ejercicio en el marco de la Conferencia de Ejércitos Americanos. La actividad consistió en un apoyo en un desastre causado por el desborde los ríos Iguazú y Paraná. Un centro coordinador compuesto por oficiales de trece países asesoraron a la actividad. Los oficiales provenían de Argentina, Brasil, Canadá, Chile, Colombia, República Dominicana, España, Estados Unidos, Perú, Honduras, México, Paraguay y Uruguay. Además, observaron las actividades diversas autoridades del Ministerio de Defensa y del Ejército Argentino.

### Pandemia de coronavirus de 2019-2020
En el año 2020, se desató una pandemia de enfermedad por coronavirus de 2020 en Argentina. El Ejército Argentino creó 14 comandos conjuntos de zonas de emergencia y 10 fuerzas de tarea para proporcionar ayuda humanitaria. La XII Brigada de Monte asumió el Comando de la Zona de Emergencia Misiones (CZEMI).

## Organización
- Comando de la XII Brigada de Monte «General Manuel Obligado» (Cdo Br Mte XII). Guar Ej Posadas (MI).[8][9]
  - Regimiento de Infantería de Monte 9 «Coronel Vicente Pagola» (RI Mte 9). Cu Ej San Javier (MI).[nota 1]
  - Regimiento de Infantería de Monte 30 «Coronel José Félix Bogado» (RI Mte 30). Guar Ej Fortín Apóstoles[10] (Apóstoles, MI).
  - Compañía de Cazadores de Monte 18 «Teniente 1.º Roberto Néstor Estévez» (Ca Caz Mte 18). Cu Ej Bernardo de Irigoyen (MI).[nota 2]
  - Escuadrón de Exploración de Caballería de Monte 12 (Esc Expl C Mte 12). Guar Ej Posadas (MI).
  - Grupo de Artillería de Monte 3 (GA Mte 3). Guar Ej Paso de los Libres (CR).[nota 3]
  - Batallón de Ingenieros de Monte 12 «Fuerte Ñaembé» (B Ing Mte 12). Cu Ej Goya (CR). Es la UMRE XII.
  - Compañía de Comunicaciones de Monte 12 (Ca Com Mte 12). Guar Ej Posadas (MI).
  - Sección de Aviación de Ejército de Monte 12 (Sec Av Ej Mte 12). Guar Ej Posadas (Aeropuerto Int. San Martín, MI).
  - Compañía de Inteligencia de Monte 12 (Ca Icia Mte 12).[nota 4] Guar Ej Posadas (MI).
  - Sección de Inteligencia de Monte «Iguazú» (Sec Icia Mte Iguazú). Guar Ej Iguazú (MI).
  - Sección de Inteligencia de Monte «Paso de los Libres» (Sec Icia Mte Paso de los Libres). Guar Ej Paso de los Libres (CR).
  - Compañía de Arsenales de Monte 12 (Ca Ars Mte 12).[nota 5] Guar Ej Posadas (MI).[11]
  - Sección Munición «Mercedes» (Sec Mun Mercedes). Guar Ej Mercedes (CR).
  - Compañía de Sanidad de Monte 12 (Ca San Mte 12). Guar Ej Posadas (MI).

## Escudo
El escudo de la XII Brigada de Monte es un escudo de armas de color verde con borde amarillo. En su parte superior está el nombre de la unidad y en la inferior el lema «pueden porque creen». En el centro yace una cabeza de jaguar negro.